# 무크타르 팔라타
무크타르 오마르 오스만 팔라타(아랍어: مختار فلاتة, Mukhtar Omar Othman Fallatah, 1987년 10월 15일 ~)는 사우디아라비아의 축구 선수이며, 현재 Al-Jubail에서 뛰고 있다. 포지션은 스트라이커이다.